# Vita segreta del signore di Bushu
Vita segreta del Signore di Bushu (Bushuko hiwa) è un romanzo dello scrittore giapponese Jun'ichirō Tanizaki. Il romanzo è stato pubblicato a puntate tra la fine del 1931 e il 1932. L'autore voleva scrivere un seguito a questo romanzo, ma poi cambiò idea per cui rivide tutto il romanzo, tolse alcune parti che servivano per collegarlo al seguito e pubblicò il libro, rivisto e corretto, nel 1935.

## Avvertenza e Prefazione
Il libro è preceduto da un'"Avvertenza" e da una "Prefazione", entrambi dell'autore.
Come si legge nell'Avvertenza il protagonista, conformemente alle usanze giapponesi, cambia il proprio nome diverse volte nell'arco della propria vita. Solo il nome della famiglia Kiryu rimane inalterato.
L'autore, nella Prefazione, scrive che questo romanzo è un'autobiografia romanzata di un personaggio veramente vissuto dal nome di "Signore di Bushu" vissuto nel XVI secolo d.C. In Giappone, il XVI secolo, era un periodo di guerre civili ed il Signore di Bushu è riuscito a farsi una grande fama di condottiero, e fine stratega. L'autore ha consultato dei documenti segreti, conservati presso la famiglia Kiryu, ed è riuscito a scoprire alcune delle sue perversioni. Il romanzo narra proprio di queste perversioni.

## Personaggi
- Kiryu Hoshimaru : nome del personaggio alla nascita
- Kiryu Terukatsu vicegovernatore di Kawachi : nome del personaggio alla maggiore età
- Signore di Musashi / Signore di Bushu : nome del personaggio alla morte del padre
- Zui-un-in : nome postumo del personaggio
- Aoki Shuzen : attendente e samurai di Kiryu Hoshimaru
- Tsukuma Ikkansai : capofamiglia dei Tsukuma e feudatario confinante con quello dei Kiryu
- Ida Teru : figlia del Signore di Suruga e bella fanciulla
- Oribenosho Norishige : figlio di Tsukuma Ikkansai
- Donna Kikyo : moglie di Oribenosho Norishige

## Trama

### Libro I
L'autore del libro si è documentato attraverso il diario Sogno di una notte della monaca Myokaku e come dice la monaca " ... in questo mondo non esistono buoni o cattivi, eroi o uomini comuni, ...". Il Signore di Bushu era, per la monaca, un grande uomo che ha sofferto le pene dell'inferno. Forse, però, la monaca non era del tutto sincera quando scriveva il suo diario.
L'autore si è documentato anche con il Racconto di Doami che è, secondo l'autore, un racconto più vicino alla realtà, visto che Doami è stato compagno di perversioni del Signore di Bushu.

### Libro II
L'autore, in questo romanzo, racconta di come ed in quali circostanze sono affiorate le perversioni nel Signore di Bushu. Il piccolo Hoshimaru fu mandato in ostaggio, presso un feudatario confinante con il feudo di suo padre. (Non c'è da stupirsi di questa usanza. Nell'antichità era prassi comune dare in ostaggio il primogenito, per dimostrare completa sottomissione ad un confinante più potente. Nel passato, altre manifestazioni di sottomissione, erano quelle di dare in sposa la propria figlia o sorella al relativo feudatario. Esistono anche episodi di scambio di primogenito per consolidare "un'amicizia" appena rinata. N.d.C.).
Nel 1549 Hoshimaru ha tredici anni e vive presso la famiglia Tsukuma. Il castello degli Tsukuma viene assediato da un altro confinante, con un esercito enormemente numeroso. Durante l'assedio sono messe al lavoro alcune donne, anche loro ostaggi, occupate a curare i feriti, a lavare, pulire e a preparare e 'imbellettare' le teste mozzate dei soldati nemici uccisi, orrendi trofei di guerra. Il piccolo Hoshimaru è un ragazzo molto irruente, vorrebbe partecipare attivamente a tutte le fasi delle battaglie, ma non può essendo troppo giovane. Hoshimaru parla con alcune delle donne ostaggio ed anche loro gli dicono che è troppo giovane per partecipare alla guerra. Se si accontenterà, e se assicura che non lo dirà a nessuno, gli mostreranno alcune fasi insolite ed imprevedibili della guerra, la preparazione delle teste mozzate. Hoshimaru accetta immediatamente.
Quella sera stessa una delle donne, la più anziana, va a chiamarlo per portarlo nella soffitta dell'altra ala del castello. In questa soffitta vede cinque ragazze che stanno lavando e acconciando i capelli di alcune teste mozzate di guerrieri nemici. (Anche in questo caso non c'è da stupirsi. I coloni americani, per dimostrare di aver ucciso i pellerossa ed intascare le relative taglie, dovevano mostrarne lo scalpo. Di conseguenza, anche i pellerossa, incominciarono a raccogliere lo scalpo dei loro nemici uccisi. N.d.C.).
La stanza è pervasa da un odore nauseabondo e lo spettacolo che gli si presenta è abbastanza insolito; ma, soprattutto, il ragazzo è colpito dalla bellezza di una delle cinque ragazze, quella che acconcia la pettinatura delle teste; Hoshimaru rimane entusiasta di quello che vede e che prova. Quando, poco dopo, torna a letto, è ancora eccitato da ciò che ha visto, il solo ricordo non lo lascia dormire. La sera successiva non può fare a meno di tornare a vedere le ragazze che sistemano le teste. Dopo queste visite (ormai ha imparato la strada e non ha bisogno dell'anziana guida) comincia ad avere una strana e contraddittoria ossessione: prova invidia per le teste mozze pettinate e trattate dalla bellissima fanciulla; vorrebbe essere una testa mozza per poter ricevere il dolcissimo sorriso e le attenzioni di lei.
In una di queste sue escursioni notturne vede una cosa nuova e prova una nuova sensazione forte e ancor più intensa. Vede una testa mozza senza il naso, nelle mani della bella fanciulla. Le chiede spiegazioni, e lei gli risponde, anche se con molto rispetto e molta timidezza. Gli dice che, quando la battaglia è molto accesa e irruente, non c'è il tempo di mozzare la testa, portarsela dietro e continuare a combattere, per cui si taglia il naso del nemico ucciso e poi, a battaglia finita, si cerca la testa corrispondente al naso. Queste teste prendono lo strano nome di "teste femminili", anche se sono di valenti e fieri guerrieri.
Hoshimaru ha preso una decisione importante: ha deciso di procurarsi una testa, una testa femminile tutta sua. Lo scopo è poterla portare alla fanciulla e godere mentre lei la pettina e la acconcia. Visto che gli assedianti sono oramai riusciti ad entrare parzialmente dentro al castello di Ikkansai, sarebbe facile procurarsi la testa di un nemico ucciso da altri. Dopo aver scartato questa idea (lui è un vero e fiero giovane guerriero, mica un uomo vile) decide di uccidere un nemico da solo.
Quella sera stessa esce e si dirige verso l'accampamento degli assedianti. Riesce ad entrarvi abbastanza facilmente e, con un colpo di fortuna, si imbatte nella capanna del generale nemico. Entra e, senza esitazione, lo sveglia con un calcio e gli taglia la gola con un colpo deciso e netto della sua spada, prima che l'uomo possa reagire. Mentre sta per mozzargli la testa, viene scoperto: è costretto a uccidere i due paggi di guardia e a fuggire ma, prima, riesce a tagliare il naso del generale e a portarselo via con sé.
Dopo un primo momento di sconcerto che disorienta entrambe le parti, gli assedianti prendono la decisione di cessare l'assedio e di ritirarsi, nonostante la vittoria sia oramai alla loro portata. Nessuno ha ben chiaro cosa sia successo, il giovane Hoshimaru non ha detto niente ad anima viva. Nessuno sa che l'eroe è Hoshimaru, ma lui non è felice, anzi è triste. La guerra è finita e lui non vedrà più la bellissima fanciulla, né godrà più nel vederla acconciare le teste mozze. Addirittura, dentro di sé auspica un nuovo assedio che gli consenta di rivederla al lavoro.

### Libro III
Il tempo passa e il giovane Hoshimaru diviene maggiorenne e da ora in poi il suo nome sarà Kiryu Terukatsu vicegovernatore di Kawachi. Terukatsu, grazie al suo comportamento in alcune battaglie, riesce a mettere in evidenza tutto il suo coraggio e la sua audacia. Intanto Ikkansai muore e suo figlio Norishige si sposa con la figlia del generale, che alcuni anni prima, fu ucciso dal giovane Hoshimaru ora Terukatsu.
Terukatsu è sempre al servizio dei Tsukuma. Durante una battaglia, avviene un episodio particolare che gli riporta in superficie la sua perversione di quando era un ragazzo: due colpi di fucile vengono esplosi verso Norishige con lo scopo di mozzargli il naso. Terukatsu raggiunge e uccide il sicario, lo perquisisce e trova le prove che il mandante è Donna Kikyo, la moglie di Norishige, che evidentemente vuole vendicare la deturpazione di cui è stato vittima il padre. Norishige è soggetto a un secondo attentato, che non va neanche questa volta a segno, anche se la freccia che doveva mozzargli il naso gli spacca il labbro superiore, deturpandolo per sempre come un labbro leporino. E di nuovo l'attentatore riesce a scomparire, così come quando una seconda freccia, pochi mesi dopo, invece del naso gli asporta un orecchio. Ci si ricorda, allora, che anche suo padre Ikkansai era stato vittima di un attentato, fallito, al suo naso.

### Libro IV
Il romanzo continua con la scoperta, da parte di Terukatsu, di come l'attentatore riesce a sfuggire e a come riesce a mettersi in contatto con Donna Kikyo per proporgli un'alleanza. Terukatsu scopre infatti una galleria scavata in un muro di pietre, che conduce a un pozzo profondissimo; e scopre che questo altro non è che il pozzo nero del gabinetto di Donna Kikyo. Dopo essersi fatto riconoscere e aver tranquillizzato la padrona, risale il pozzo e riesce a concordare con lei un piano di azione per riuscire finalmente nell'intento di mozzare il naso del marito. Terukatsu, ovviamente, non può rivelare a Donna Kikyo di essere stato lui l'autore dell'assassinio del padre; inventa una complessa frottola addossando al defunto Ikkansai la colpa della sua morte orribile e della deturpazione del naso. Il suo sogno perverso è quello di riuscire a guardare il volto sfigurato di Norishige di fronte al bel volto di sua moglie. In una notte di intensa pioggia, l'attentato riesce: Norishige viene ulteriormente deturpato, restando anche senza naso. Terukatsu e Donna Kikyo cementano la loro amicizia e iniziano anche un rapporto erotico.

### Libro V
Terukatsu fa ritorno al castello del padre e sposa la giovanissima Shosetsuin, rimpiangendo però sempre Donna Kikyo. Per rallegrare la moglie e le sue dame di compagnia Terukatsu chiama il bonzo Doami (che sarà l'autore del Racconto di Doami) e gli ordina di esibirsi nelle sue incredibili imitazioni di ogni essere vivente, comprese lucciole e insetti. Ma il gioco fa degli imprevisti passi avanti: Terukatsu ordina a Doami di fingere di essere una testa mozza, facendolo infilare in un buco nel pavimento da cui fuoriesce solo la testa. Il gioco rasenta sempre la tragedia, perché a Doami viene imposto di rimanere impassibile, proprio come un morto, pena la decapitazione.

### Libro VI
Ricorrendo a un complesso tranello, Terukatsu, ormai chiamato con il titolo di Signore di Musashi ovvero di Bushu, titolo ereditato dal padre morto, attacca il castello di Norishige e lo invade. La sua speranza è non solo quella di impadronirsi di vari feudi, ma soprattutto quella di riprendere il suo rapporto erotico con Donna Kikyo, dato che il suo matrimonio con Shosetsuin è in grave crisi. Mentre lo sconfitto Norishige, dopo aver appiccato il fuoco al proprio castello, tenta di uccidere la moglie per poi suicidarsi, Terukatsu arriva, usando la galleria segreta, blocca Norishige e trasporta con la forza lui e sua moglie in salvo in una torre segreta dove li lascerà vivere nascosti. Ma Terukatsu non può prevedere una triste novità: Donna Kikyo, non avendo più motivi di rancore verso il marito e il suo casato, comincia ad amarlo davvero, pur se sfigurato orribilmernte, e rifiuta di riprendere i suoi vecchi rapporti con Terukatsu. Questi, il Signore di Bushu, dovrà continuare per sempre le sue affannose ricerche per soddisfare le proprie perversioni con donne sempre nuove.

## Edizioni
- Jun'ichirō Tanizaki, Vita segreta del Signore di Bushu, Bompiani, 1996,  p. 148, ISBN 88-452-2724-3.